# Флавий Инпортун Юниор
Флавий Инпортун Юниор (лат. Inportunus; годы деятельности — 509—523) — римский политик в период правления Теодориха Великого. Занимал пост консула без соконсула в 509 году.
Инпортун был сыном Флавия Цецины Деция Максима Василия Юниора (консула 480 года) и родным братом Флавия Фауста Альбина Юниора (консула 493 года), Флавия Авиена Юниора (консула 501 года), и Флавия Феодора (консула 505 года).
Во время подготовки празднеств в честь назначения на должность консула, Инпортун и его родной брат Феодор были обвинены партией Зелёных в нападении на них и убийстве одного из их членов. Дошедшее до нас письмо Теодориха содержит приказ короля к ним обоим дать ответы на прозвучавшие обвинения перед судом почтенных (inlustrius) Келиана и Агапита.
В 523 году он состоял в свите папы римского Иоанна I, которому было предписано королём Теодорихом отправиться в Константинополь и добиться изменения декрета императора Юстина I от 523 года, направленного против ариан. Теодорих пригрозил, что если Иоанн не достигнет поставленной цели, на Западе последуют гонения в отношении ортодоксальных католиков. Среди других сенаторов, следовавших с папой Иоанном, были его брат Феодор, Флавий Агапит и патриций Агапит.